# 清水剛
清水 剛（、1960年〈昭和35年〉9月24日 - ）は日本映画の美術監督。神奈川県出身。

## 来歴
特撮テレビドラマ『ウルトラマン80』（1980年）に美術助手として参加。東京ディズニーランドでの仕事を経て、東宝で特殊美術を手掛けるようになる。特撮映画などの本編美術を担当したのち、映画『電影少女』（1991年）で美術監督としてデビュー。映画『ゴジラvsモスラ』（1992年）以降、東宝特撮映画でチーフデザイナーを務めた。
映画『ゴジラ・モスラ・キングギドラ 大怪獣総攻撃』（2001年）では、本編美術に加えて、兵器類などのデザインも手掛けた。清水によれば、従来の特撮班主導で別途デザインワークスが入る形式では、演出や撮影で調整しにくい面もあったため、清水から製作の富山省吾にトータルでのデザインを要望したものであった。

## 代表作

### テレビ
| 期間                         | 番組名                       | 制作（放送局）                                                                             | 役職     |
| ---------------------------- | ---------------------------- | ------------------------------------------------------------------------------------------ | -------- |
| 1980年4月2日 - 1981年3月25日 | ウルトラマン80               | - TBS - 円谷プロダクション                                                                 | 美術助手 |
| 2002年1月4日 - 2002年3月22日 | バベル〜The Tower of Babel〜 | - BSフジ - ポニーキャニオン - ロボット - レントラック・ジャパン - アットムービー・ジャパン | 美術     |

### 映画
| 公開年月日     | 作品名                                             | 制作（配給）                                                                                       | 役職               |
| -------------- | -------------------------------------------------- | -------------------------------------------------------------------------------------------------- | ------------------ |
| 1984年3月17日  | さよならジュピター                                 | - 東宝映画 - イオ - （東宝）                                                                       | 美術助手           |
| 1987年8月1日   | 19ナインティーン                                   | - 東宝映画 - ジャニーズ事務所 - （東宝）                                                           | 美術助手           |
| 1989年1月21日  | スウィートホーム                                   | - 伊丹プロダクション - （東宝）                                                                    | 美術助手           |
| 1989年7月22日  | ガンヘッド                                         | - 東宝 - サンライズ - バンダイ - 角川書店 - IMAGICA - 東宝映画                                     | 美術助手           |
| 1989年11月3日  | あ・うん                                           | - 東宝映画 - フィルムフェイス - （東宝）                                                           | 美術助手           |
| 1990年7月21日  | タスマニア物語                                     | - フジテレビ - フィルムフェイス - （東宝）                                                         | 美術助手           |
| 1991年6月29日  | 電影少女                                           | - スタッフ東京 - ムーン・エンターテインメント・ピクチャーズ - （東宝）                             | 美術               |
| 1992年6月13日  | 地獄の警備員                                       | - 日映エージェンシー - ディレクターズ・カンパニー - （アテネ・フランセ文化センター）               | 美術               |
| 1992年12月12日 | ゴジラvsモスラ                                     | - 東宝映画 - （東宝）                                                                              | 美術助手（チーフ） |
| 1993年12月11日 | ゴジラvsメカゴジラ                                 | - 東宝映画 - （東宝）                                                                              | 美術助手（チーフ） |
| 1994年7月9日   | ヤマトタケル                                       | - 東宝映画 - （東宝）                                                                              | 美術助手（チーフ） |
| 1994年12月10日 | ゴジラvsスペースゴジラ                             | - 東宝映画 - （東宝）                                                                              | 美術助手（チーフ） |
| 1995年12月9日  | ゴジラvsデストロイア                               | - 東宝映画 - （東宝）                                                                              | 美術助手（チーフ） |
| 1996年6月15日  | スーパーの女                                       | - 伊丹プロダクション - （東宝）                                                                    | 美術助手（チーフ） |
| 1996年12月14日 | モスラ                                             | - 東宝映画 - （東宝）                                                                              | 美術助手（チーフ） |
| 1997年12月13日 | モスラ2 海底の大決戦                               | - 東宝映画 - （東宝）                                                                              | 美術               |
| 1997年12月20日 | 冷たい血 AN OBSESSION                              | - タキコーポレーション - 東北新社 - （ピターズ・エンド）                                           | 美術               |
| 1999年6月5日   | 催眠                                               | - TBS - 東宝                                                                                       | 美術               |
| 1999年12月11日 | ゴジラ2000 ミレニアム                              | - 東宝映画 - （東宝）                                                                              | 美術               |
| 2000年8月19日  | ホワイトアウト                                     | - フジテレビ - 電通 - 日本ビクター - アイ・エヌ・ビー - デスティニー - 日本ヘラルド映画 - （東宝） | 美術応援           |
| 2000年11月3日  | 世にも奇妙な物語 映画の特別編                      | - フジテレビ - 共同テレビ - ポニーキャニオン - IMAGICA - 日活 - （東宝）                           | 美術               |
| 2001年9月15日  | ウォーターボーイズ                                 | - フジテレビ - アルタミラピクチャーズ - 電通 - （東宝）                                            | 美術               |
| 2001年12月15日 | ゴジラ・モスラ・キングギドラ 大怪獣総攻撃          | - 東宝映画 - （東宝）                                                                              | 美術               |
| 2002年10月5日  | 明日があるさ THE MOVIE                             | - 吉本興業 - 日本テレビ - 電通 - 東宝 - ROBOT                                                      | 美術               |
| 2002年11月16日 | 恋に唄えば♪                                        | - 角川書店 - 日本テレビ - 電通 - 日活 - オズ - （東映）                                            | 美術               |
| 2003年7月11日  | COSMIC RESCUE                                      | ジェイ・ストーム                                                                                   | 美術               |
| 2003年9月27日  | ROCKERS                                            | - テレビ朝日 - 九州朝日放送 - ギャガ                                                               | 美術               |
| 2005年6月11日  | 戦国自衛隊1549                                     | 東宝                                                                                               | 美術               |
| 2014年2月1日   | 抱きしめたい -真実の物語-                          | 東宝                                                                                               | 美術               |
| 2014年2月8日   | ニシノユキヒコの恋と冒険                           | 東宝                                                                                               | 美術               |
| 2015年8月1日   | 進撃の巨人 ATTACK ON TITAN                         | 東宝                                                                                               | 美術               |
| 2015年9月19日  | 進撃の巨人 ATTACK ON TITAN エンド オブ ザ ワールド | 東宝                                                                                               | 美術               |
| 2022年6月17日  | バスカヴィル家の犬 シャーロック劇場版              | - 角川大映スタジオ - （東宝）                                                                      | 美術               |
| 2022年9月16日  | 沈黙のパレード                                     | - ギークサイト - （東宝）                                                                          | 美術               |